# رزق أباد (إسفراين)
رزق‌ أباد (بالفارسية: رزق‌آباد) هي قرية تقع في قسم زرق‌آباد الريفي (مقاطعة إسفراين) في إيران. يقدر عدد سكانها بـ 1,013 نسمة .